# Eliane Blüher
Eliane Blüher (geb. 18. Mai 1928 in Marseille als Eliane Henriette Ailloud; gest. 9. Mai 2020 in Courbevoie) war eine französische Übersetzerin, die vor allem für ihre Übertragungen der Gedichte Rose Ausländers ins Französische bekannt wurde.

## Leben und Werk
Eliane Blüher wuchs ab 1929 in Casablanca auf. 1945 zog sie nach Marseille um, wo sie das Abitur ablegte und bis 1950 lebte. Sie studierte in Aix-en-Provence Englische und Französische Literatur, Italienisch, Latein und Philosophie. 1950 heiratete Eliane Ailloud in Berlin Karl Alfred Blüher. Bis 1952 lebte das Ehepaar in Leipzig, wo Eliane Blüher als Übersetzerin tätig war und eine illegale Gruppe in Opposition zur marxistischen Interpretation der Literatur gründete. 1952 flüchtete sie aus der DDR und zog wieder nach  Marseille, wo sie ihr Studium an der Universität Aix-en-Provence abschloss und im Schuldienst tätig war. Von 1954 lebte Eliane Blüher in Freiburg im Breisgau, wo sie von 1954 bis 1962 als Gymnasiallehrerin tätig war. Parallel dazu studierte sie dort Romanistik, Arabisch und Philosophie. 1960 kam ihre Tochter Dominique zur Welt. Nach einem Aufenthalt in Spanien von 1963 bis 1964 kehrte sie nach Freiburg im Breisgau zurück. 1965 wurde ihre zweite Tochter Anne-Françoise geboren. 1970 zog sie nach Schierensee, wo sie abermals an einer Oberschule und an einer Hochschule in Kiel lehrte. Seit 1991 lebt Eliane Blüher in Neuilly-sur-Seine.

## Publikationen

### Übersetzungen deutsch-französisch
- Rose Ausländer: Poèmes. In: Europe. 1979.
- Rose Ausländer: Poèmes. In: Information Juive, 1979.
- Rose Ausländer: Poèmes. In: La Revue de Belles Lettres. Genf 1980.
- Rose Ausländer: Poèmes. Edition Ursa, 1988.[2]
- Rose Ausländer: Poèmes. In: La Polygraphe. 2003.

### Übersetzungen französisch-deutsch
- Alain Bosquet: Eines Tages nach dem Leben. Gedichte. Heiderhoff Verlag, 1983.[3]
- Paul Valéry, Stolz, am stolzesten, Inneres Zwiegespräch, Amphion, in Dialoge und Theater. Insel Verlag, 1990.
- Paul Valéry: Aus Mélange, Poésie brute. In: Dichtung und Prosa. Insel Verlag, 1992.
- Alain Robbe-Grillet – Bibliographie zu seinen Filmen und Ciné-Romans. In Robbe-Grillet zwischen Moderne und Postmoderne. Gunter Narr Verlag, 1992.

## Fernsehsendung
- Porträt Antonin Artaud. Radio Bremen. 1973. Interviews von Arrabal und Dr. Ferdière.